# Place Jacques-Cartier
Pour les articles homonymes, voir Jacques Cartier (homonymie).
La place Jacques-Cartier est une place de Montréal. 

## Situation et accès
Au nord, de cette rue piétonne (en été seulement) du Vieux-Montréal, se trouve la rue Notre-Dame, la Place Vauquelin adjacente à l'Hôtel de Ville de Montréal. Au sud, la rue de la Commune à quelques pas du  Vieux-Port de Montréal. La sinueuse rue Saint-Paul la traverse. À l'est : le château Ramezay et la place De La Dauversière. 
En saison chaude, ce lieu a surtout une vocation touristique. On y rencontre des marchands de fleurs, des caricaturistes et autres amuseurs.

## Origine du nom
Son nom rappelle le navigateur français Jacques Cartier, le premier européen à remonter le fleuve Saint-Laurent jusqu'à Montréal. 

## Historique
Le Collège de Montréal (alors appelé collège Saint-Raphaël) est installé dans le château de Vaudreuil en 1773 que l'on peut situer à l'emplacement sud de la Place Jacques-Cartier actuelle. Le marquis de Vaudreuil avait acquis les terrains en 1721 et y avait fait construire le château en 1723. Le Collège y reste jusqu'en 1803 lorsqu'un incendie détruit l'édifice, ainsi que les jardins et l'église anglicane First Christ Church construite en 1789 et qui s'élevait sur l'actuelle Place Vauquelin.
En 1807, les autorités montréalaises décident de construire un nouveau marché pour remplacer le vieux marché établi sur l’ancienne Place Royale. Pour le nouveau marché, on choisit l’emplacement occupé par le collège. Le marché sera actif jusqu'en 1960.
La place prend alors tout simplement le nom de « place du marché ».
En 1809, une souscription permet l'érection de la colonne Nelson pour commémorer la victoire de l'amiral Horatio Nelson (1758-1805) à Trafalgar.
En 1847, deux ans après l'ouverture du marché Bonsecours, la Place Jacques-Cartier prend son nom actuel. 
En 1998, la place a été modifiée et elle devient une place piétonne. De nombreux restaurants et cafés logent dans d’imposantes maisons historiques qui ceinturent la place offrant une grande variété de mets de fine cuisine. Des aménagements floraux font de la place un lieu pittoresque et touristique.

## Bâtiments remarquables et lieux de mémoire

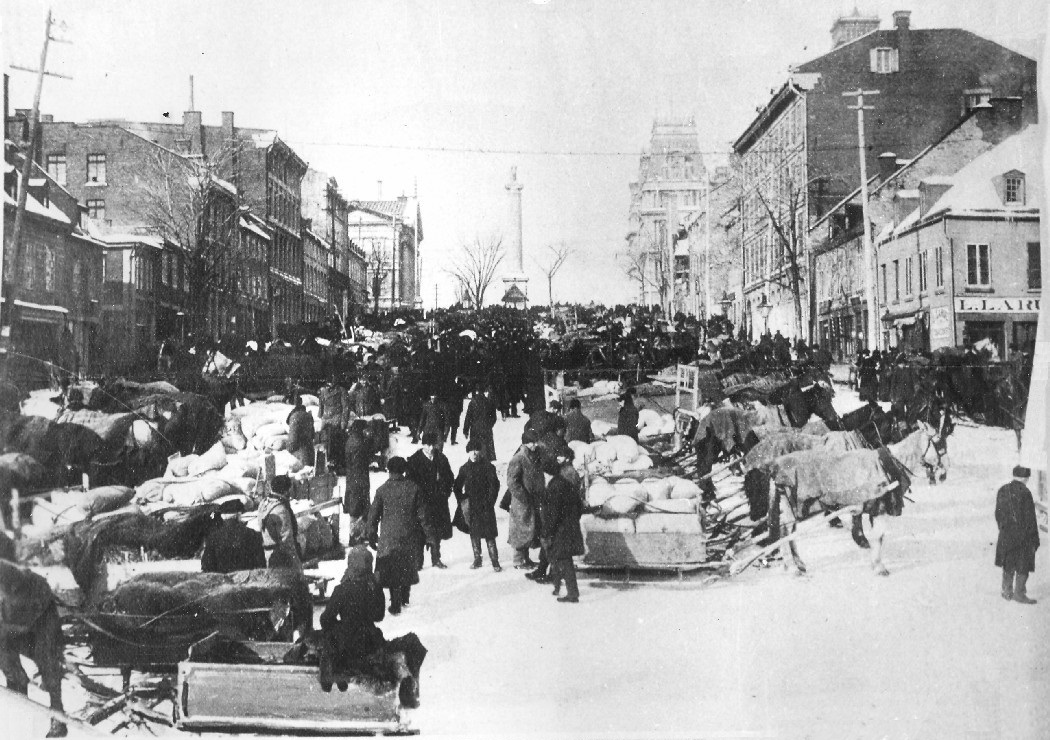
En 1887
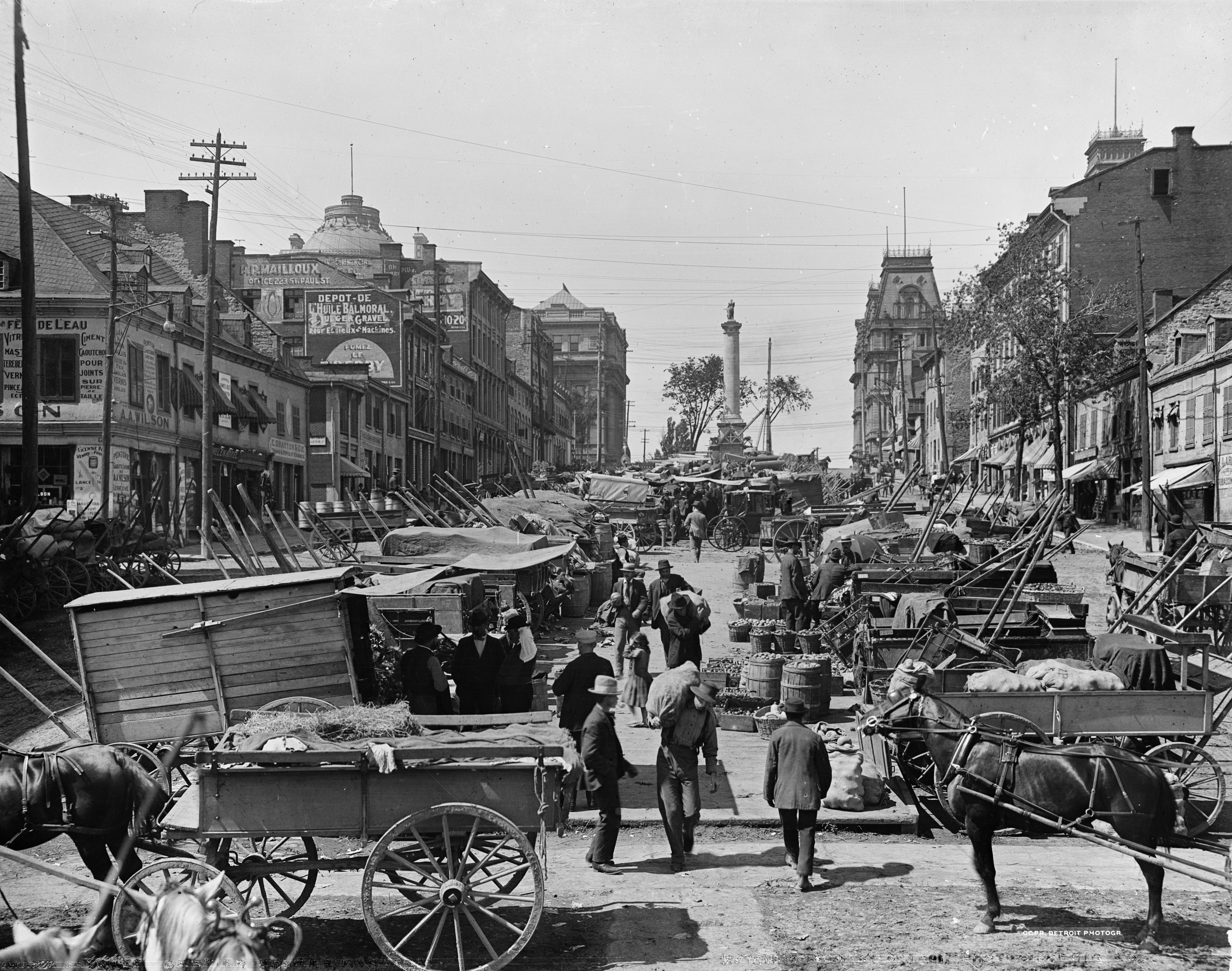
En 1900
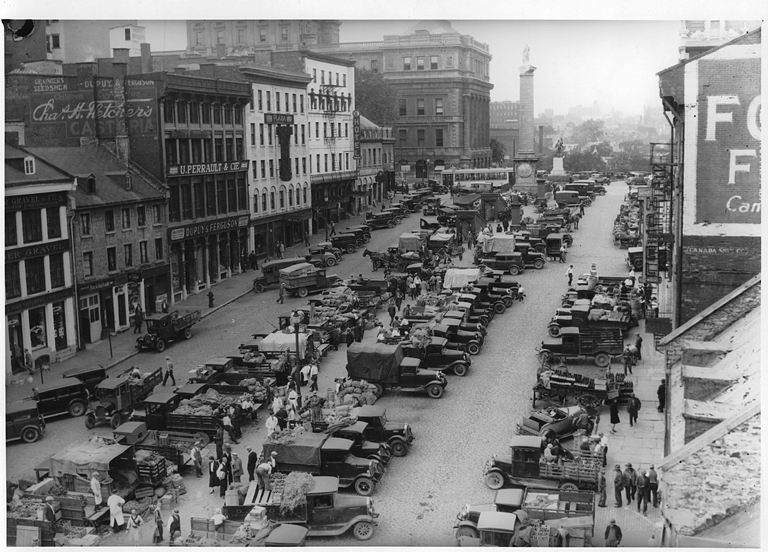
En 1930
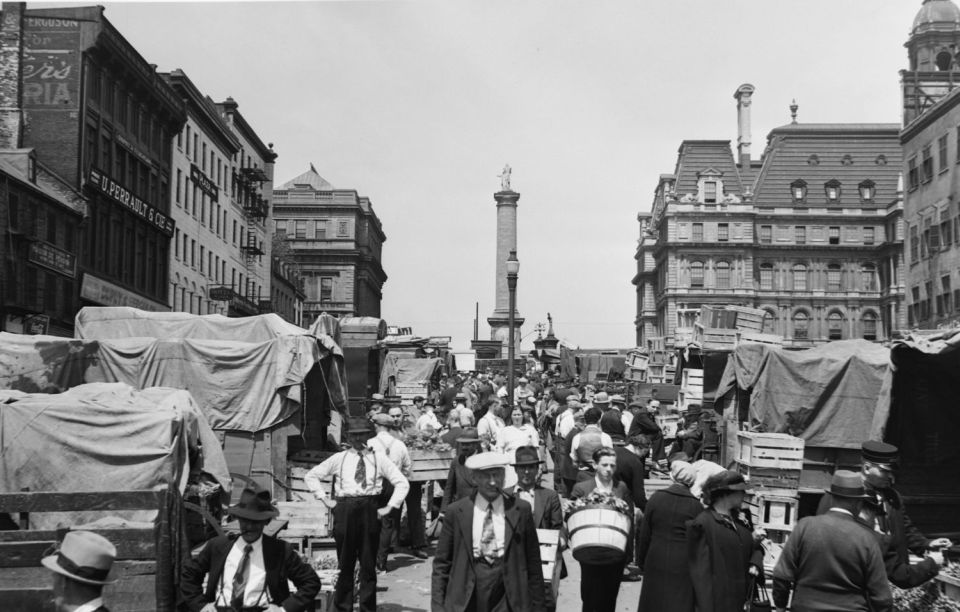
En 1940
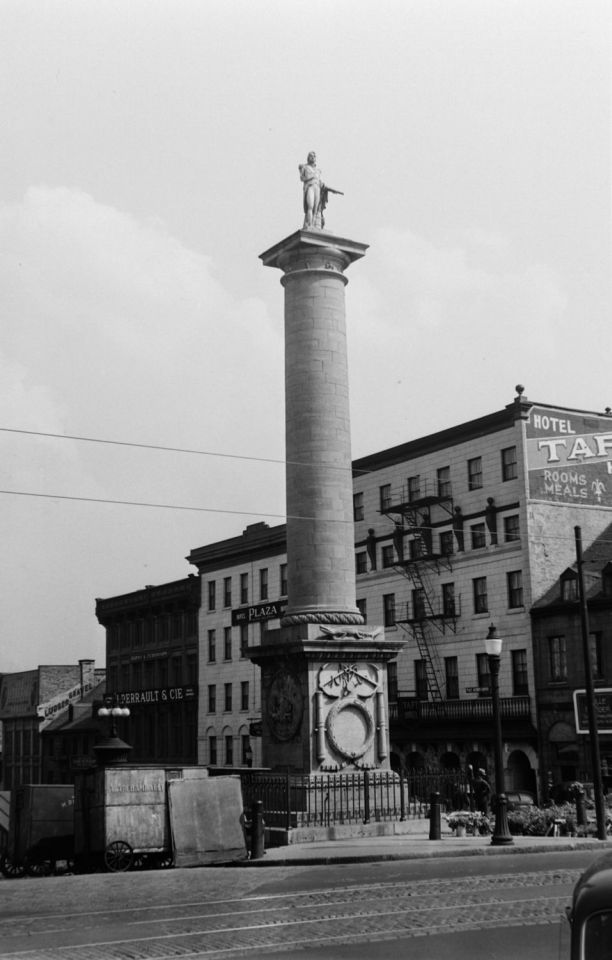
La colonne Nelson en 1940
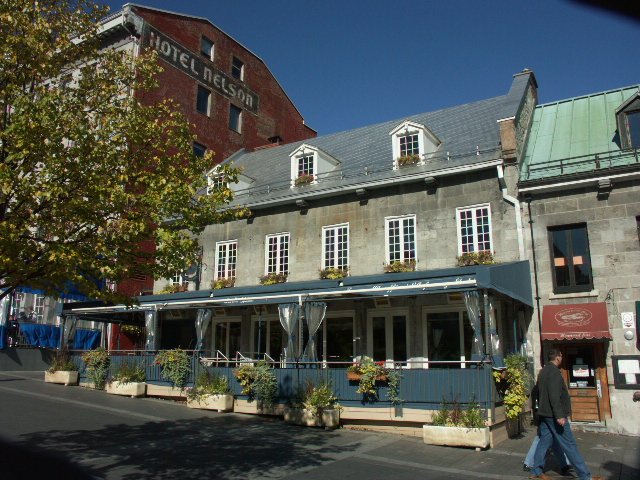
Les Jardins Nelson
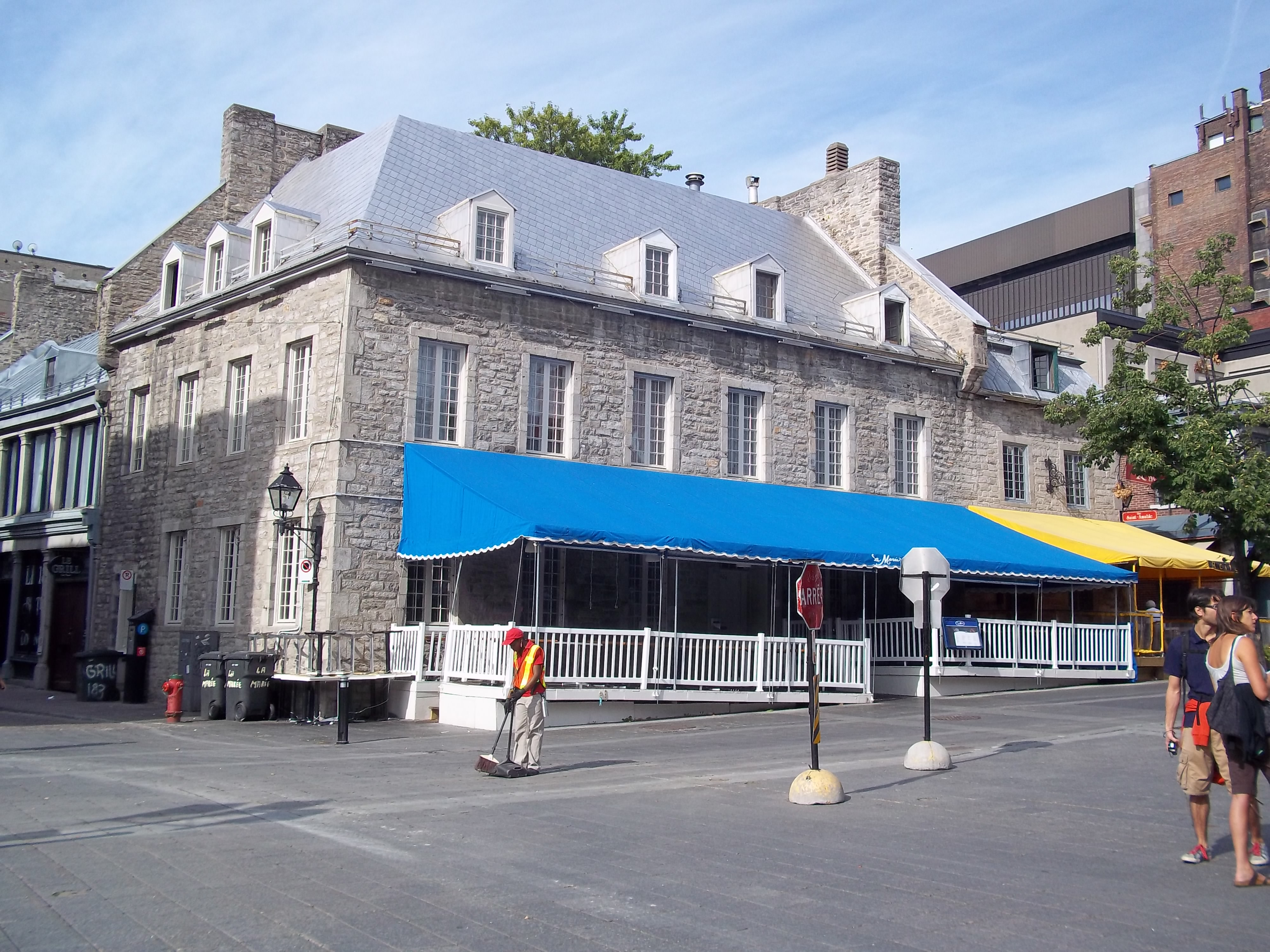
Maison-magasin Pierre-Del Vecchio I
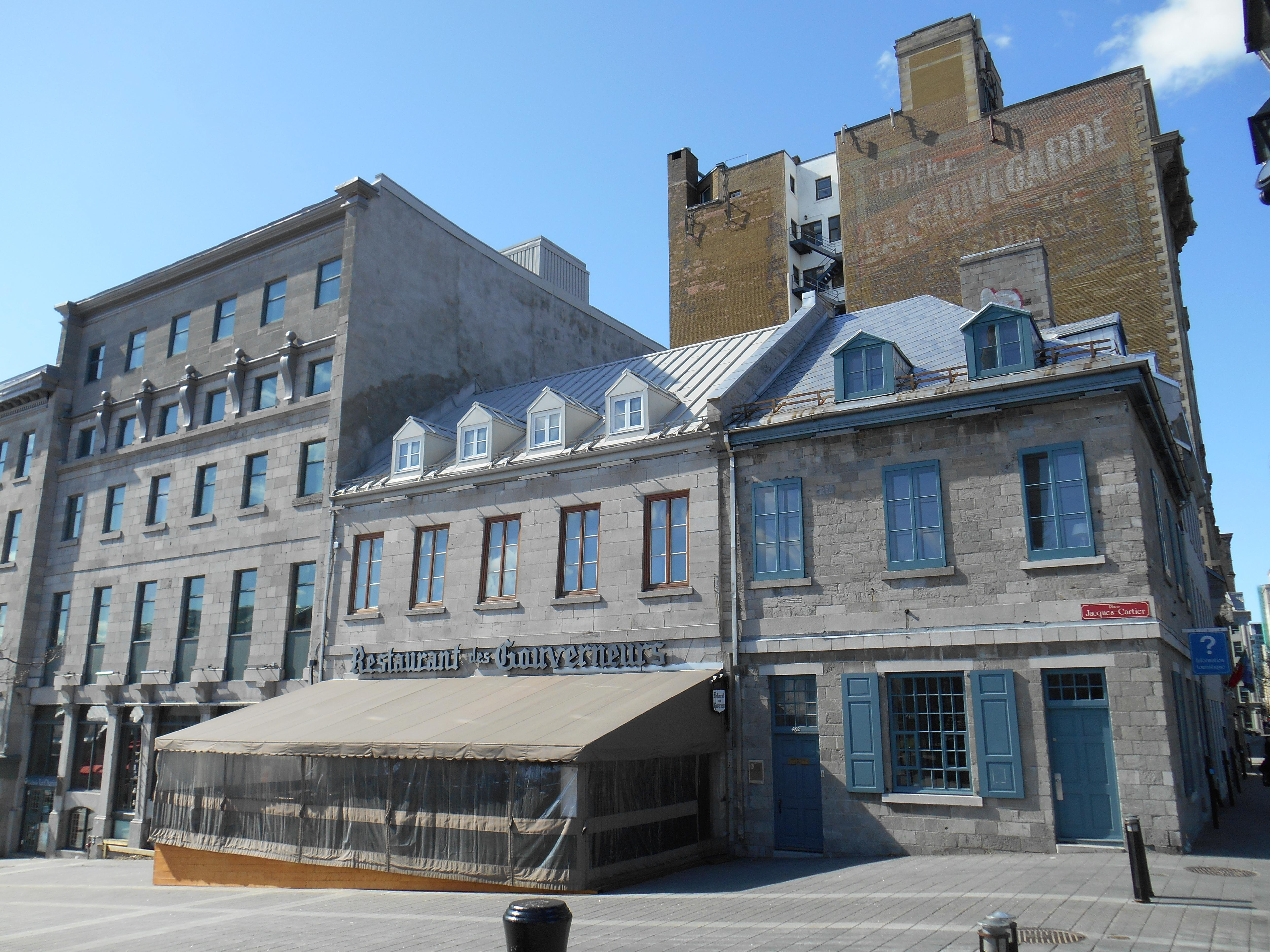
Maisons Antoine-Mallard
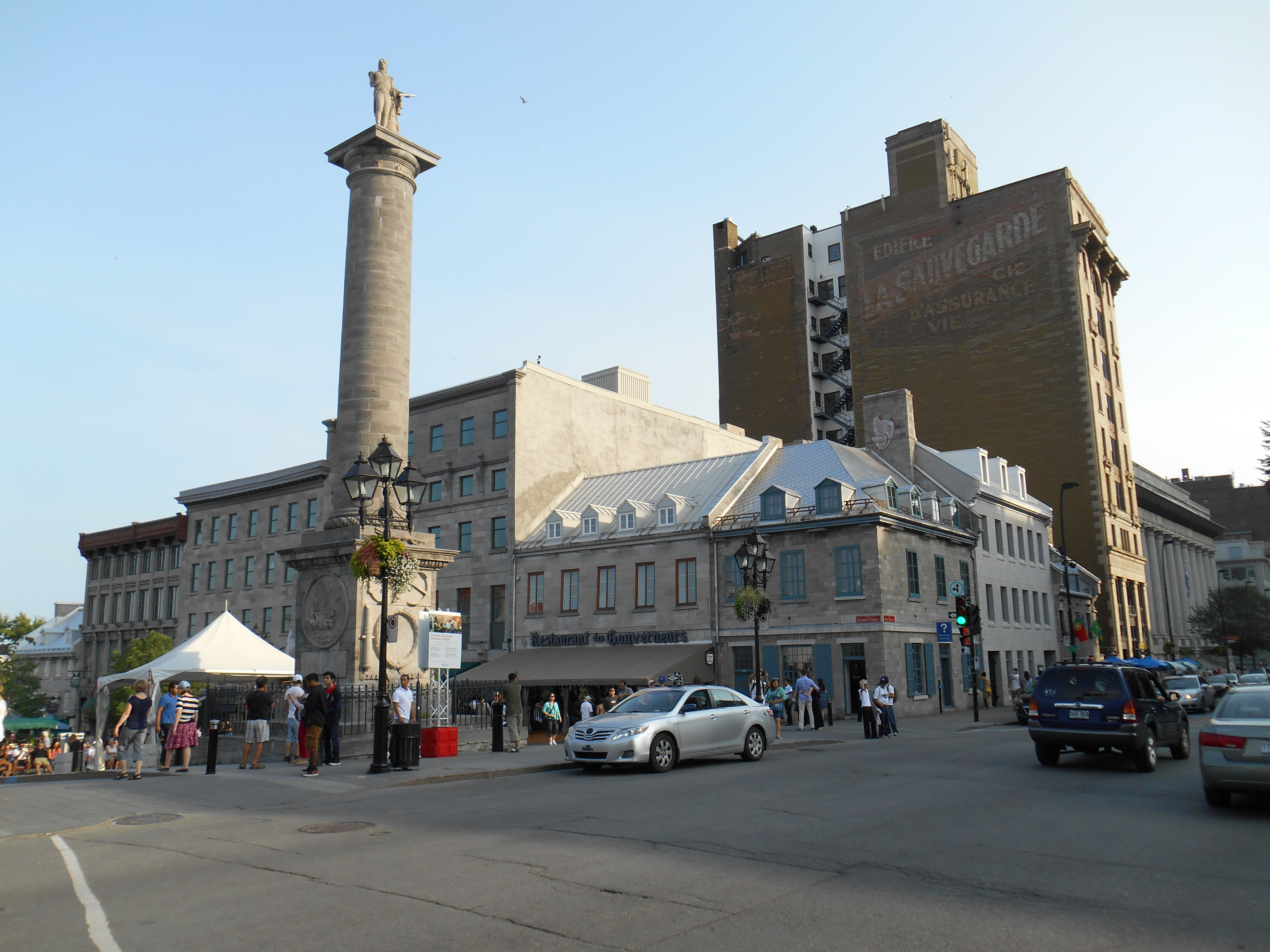
Vue de soir d'été
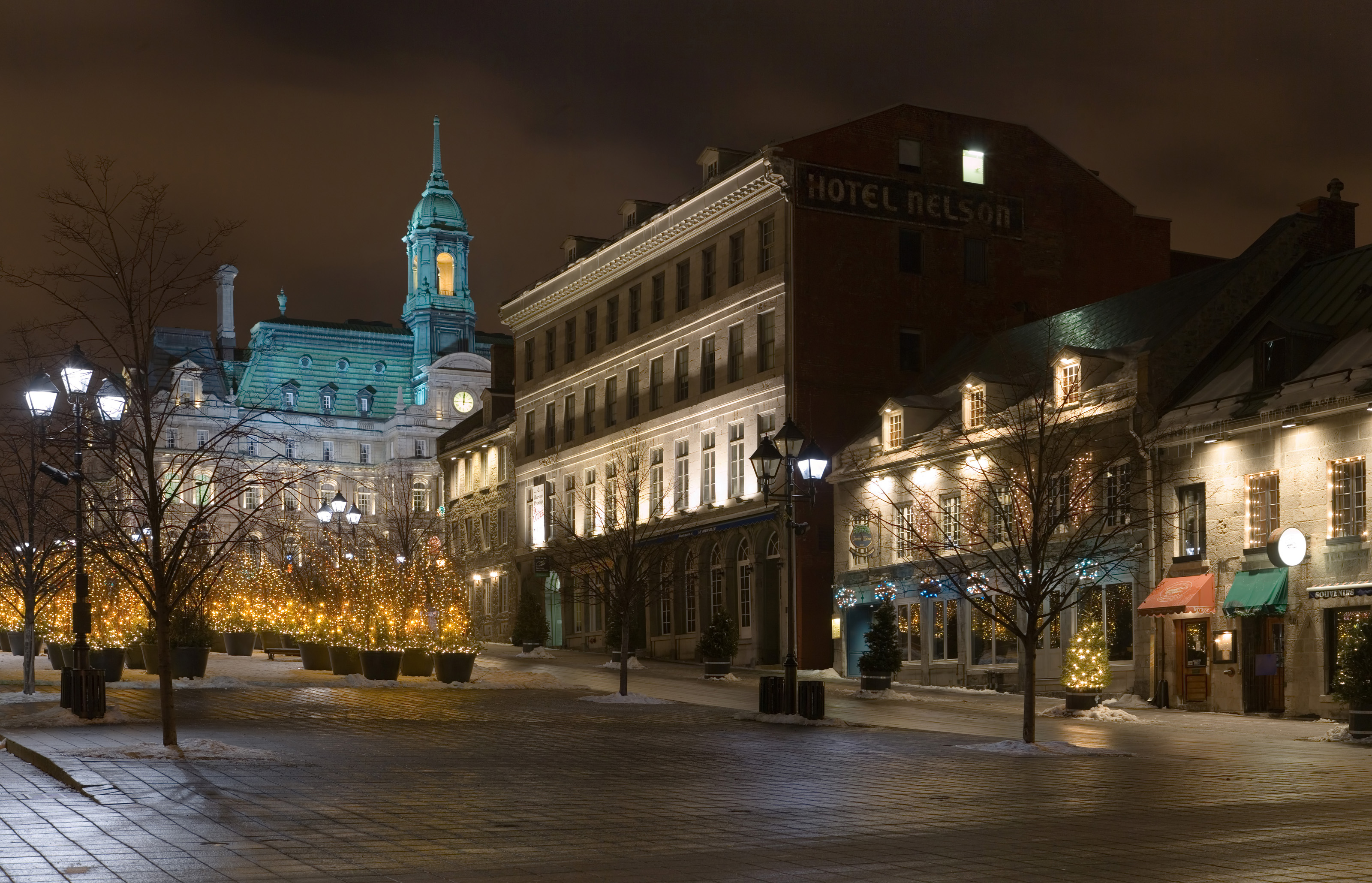
Vue de nuit, l'hiver